# Денис О'Конър
Денис О'Конър (на английски: Denis O'Connor) е английски писател, автор на произведения в жанра мемоари.

## Биография и творчество
Денис О'Конър е роден през 1934 г. в Англия. Завършва с докторска степен психология и педагогика. Преподава в различни колежи и университети, основно от 1970 г. в Университета на Нюкасъл на Тайн. Участва с публикации в множество научни книги и периодични издания. За кратко време е консултант за програма „Тайн Тийс Телевизия“.
През 1970 г. спасява едно коте от породата Мейн кун от кабинета на ветеринарен лекар, нарича го Тоби Джъг и го отглежда с много любов и привързаност. Двадесет години след смъртта му през 1978 г., след като се пенсионира от университета, пише мемоарите си за него. Книгата „Следи от лапи на лунна светлина“ от поредицата му „Следи от лапи“ е издадена през 2004 г. и става бестселър сред читателите привързани към своите домашни любимци.
Денис О'Конър живее със семейството си във вила в Нортъмбърланд.

## Произведения

### Самостоятелни романи
- Toby Jug (2014)

### Серия „Следи от лапи“ (Paw Tracks)
1. Paw Tracks in the Moonlight (2004)
Следи от лапи на лунна светлина: историята на Тоби Джъг, един прекрасен котарак, изд.: ИК „Еднорог“, София (2012), прев. Борислава Велкова, ил. Ричард Морис
2. Paw Tracks at Owl Cottage (2010)
3. Paw Tracks: A Childhood Memoir (2012)

### Документалистика
- Profiles of glue sniffing and volatile substance abuse in children and adolescents (1983)